# 福里奧峰

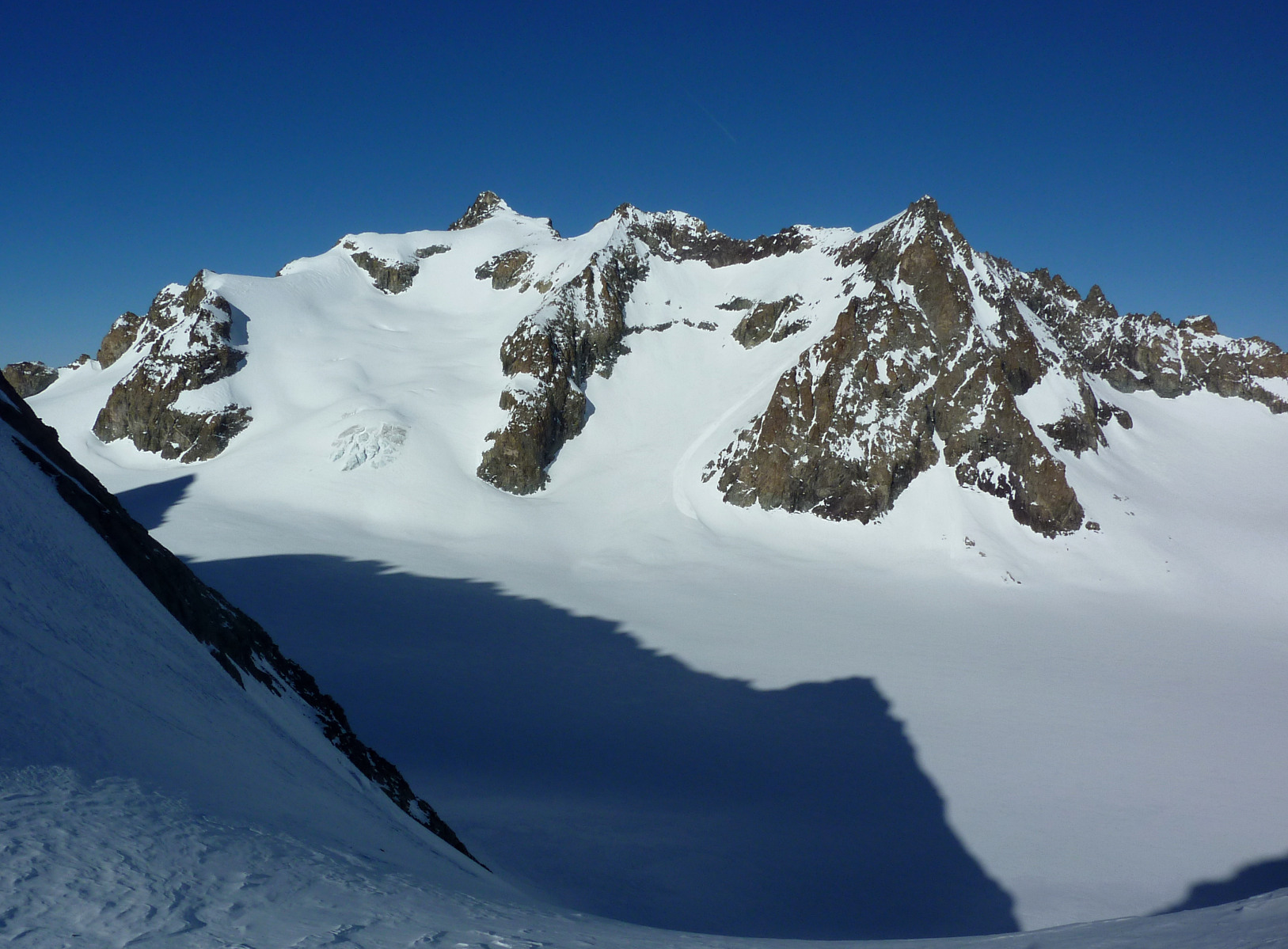

44°56′30″N 6°21′26″E / 44.94167°N 6.35722°E
福里奧峰（法語：Roche Faurio），是法國的山峰，位於該國東南部，由伊澤爾省負責管轄，屬於多芬阿爾卑斯山脈的一部分，海拔高度3,730米，人類在1873年6月21日首次登頂。